# Kirk Johnson
Kirk Cyron Johnson (ur. 29 czerwca 1972 w North Preston) – kanadyjski bokser wagi ciężkiej. W 2002 roku walczył  z Johnem Ruizem o mistrzostwo świata wagi ciężkiej WBA.